# Moto Guzzi TriAlce
La Moto Guzzi 500 TriAlce è un motocarro italiano costruito dalla Moto Guzzi tra il 1940 ed il 1943 per le forze armate.

## Storia
La Moto Guzzi Alce nasce nel 1939 per sostituire la Moto Guzzi GT 20, a sua volta derivata nel 1938 dalla Moto Guzzi GT 17. Acquisita anche dalla Milizia della Strada e dalla Polizia dell'Africa Italiana, fu estesamente impiegata dal Regio Esercito durante la seconda guerra mondiale su tutti i fronti in tre versioni Monoposto, Biposto ed Attrezzata (ovvero la versione motocarrozzetta).
Realizzato nel 1940, il TriAlce era un motocarro (o "motocarrello") militare sviluppato sulla meccanica dell'Alce, prodotto tra il 1940 ed il 1943 in 1741 esemplari. Insieme al Benelli 500 M36 Mototriciclo, apparteneva alla categoria del "Motocarro 500 unificato"; infatti, il D.M. del 9 agosto 1941 imponeva la standardizzazione di "motocicli, motocarrozzette e motofurgoncini" a precisi parametri, in vista di una loro requisizione in caso di guerra.
Fu impiegato negli usi più disparati: trasporto personale, centrale radio, supporto per mitragliatrici da 8 mm e mitragliere 20/65. Particolarmente importante fu il suo ruolo nella motorizzazione dei reggimenti bersaglieri, come ad esempio 3° ed al 6º Reggimento bersaglieri della Divisione "Celere" "Principe Amedeo Duca d'Aosta", impiegati in Russia.
Il TriAlce costituiva l'unico mezzo motorizzato della divisione di fanteria aviotrasportabile 80ª "La Spezia". A tale unità in particolare era assegnata, in 406 esemplari, una versione smontabile, per facilitarne il trasporto aereo; di questi, 79 esemplari erano assegnati all'80º Reggimento artiglieria della divisione, per il traino dei cannoni da 47/32 Mod. 1935, sostituiti dopo l'invio in Tunisia con i 65/17 Mod. 1908/1913.

## Tecnica
Il TriAlce impiegava il telaio anteriore, la forcella ed il motore dell'Alce. Il propulsore, un monocilindrico a quattro tempi da 498,4 cm³ con cilindro orizzontale in ghisa e volano esterno, raffreddato ad aria ed erogante 13,2 hp a 4000 giri/min. L'alimentazione, a caduta, è garantita dal carburatore Dell'Orto MC 26 F. La trasmissione primaria è ad ingranaggi elicoidali, quella secondaria a catena a rulli, con cambio a 4 rapporti e frizione multidisco a bagno d'olio. La parte posteriore del telaio era modificata con l'installazione di un telaio con assale ammortizzato su balestre e trasmissione a catena sul differenziale centrale. Il telaio supportava un cassone in legno da 500 kg di portata di dimensioni 1300×960×350 mm. La moto è lunga 2825 mm ed alta 1050. La carreggiata è di 1120 mm ed il passo è di 1880 mm. Il peso a secco è di 336 kg. Il serbatoio contiene 13,5 litri di benzina, con un'autonomia di 230 km. Raggiunge la velocità massima di 73,5 km/h.